# ويكي واتشي
ويكي واتشي (بالإنجليزية: Weeki Wachee, Florida)‏ هي مدينة تقع في مقاطعة هيرناندو (فلوريدا) بولاية فلوريدا في الولايات المتحدة. تبلغ مساحتها 2.7 (كم²)، وترتفع عن سطح البحر 10 م، بلغ عدد سكانها 12 نسمة في عام 2000 حسب إحصاء مكتب تعداد الولايات المتحدة وتصل الكثافة السكانية فيها 4.4 نسمة/كم2.